# Chiesa di Sant'Apollinare (Trento)
La chiesa di Sant'Apollinare è una chiesa cattolica situata nel quartiere di Piedicastello della città di Trento.

## Storia

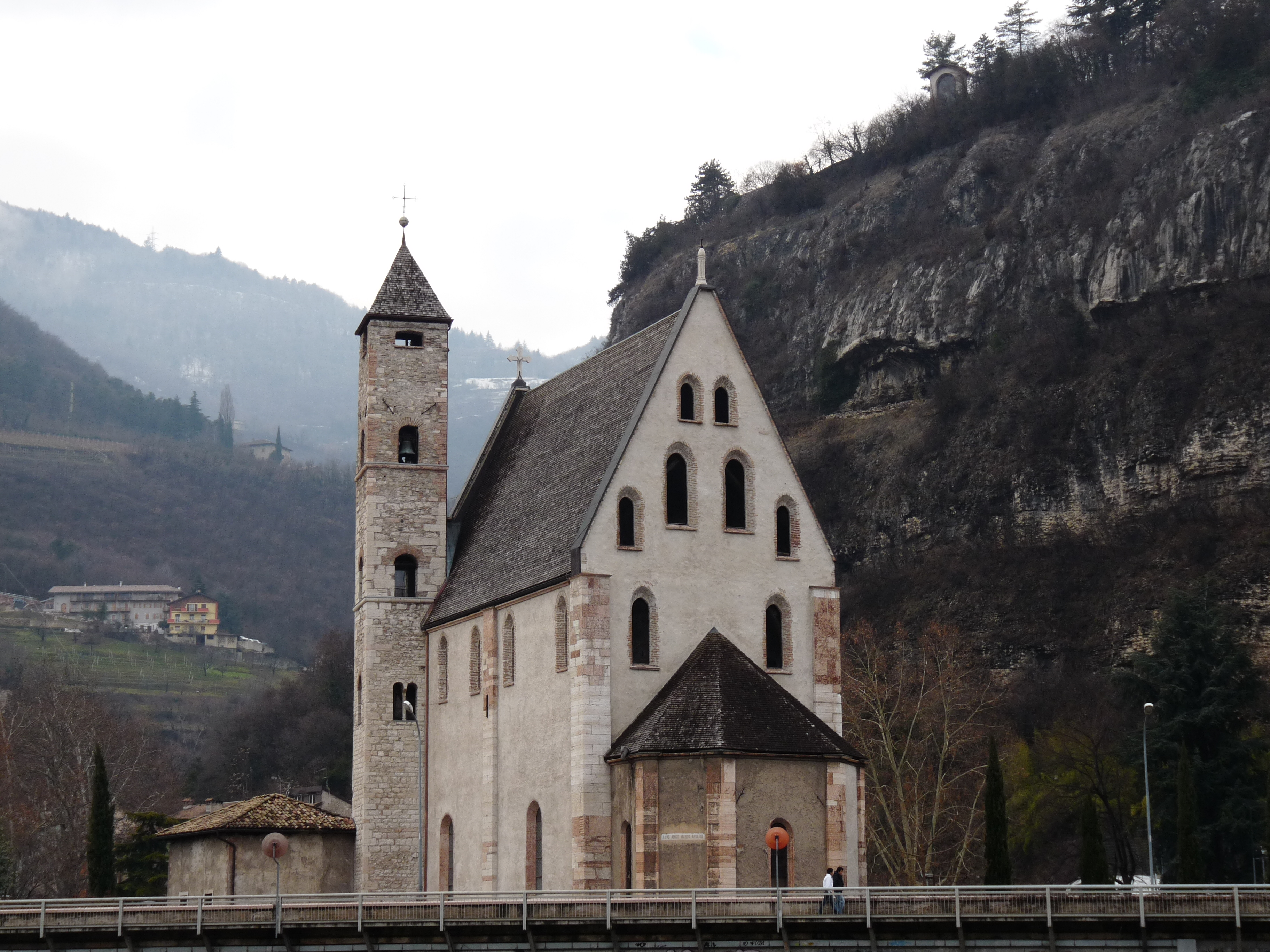
Vista retrostante

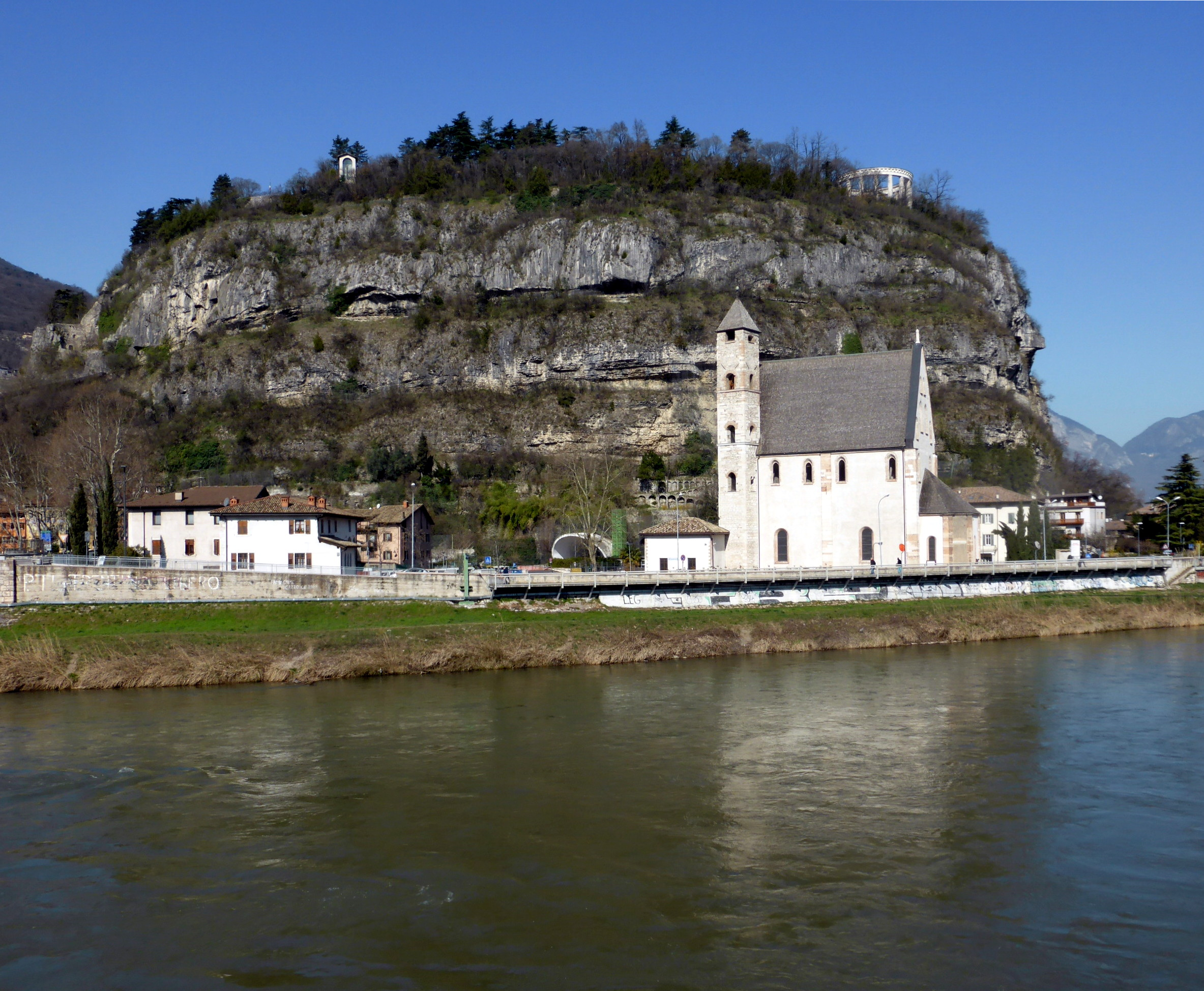
L'Adige in primo piano e sullo sfondo il Doss Trento

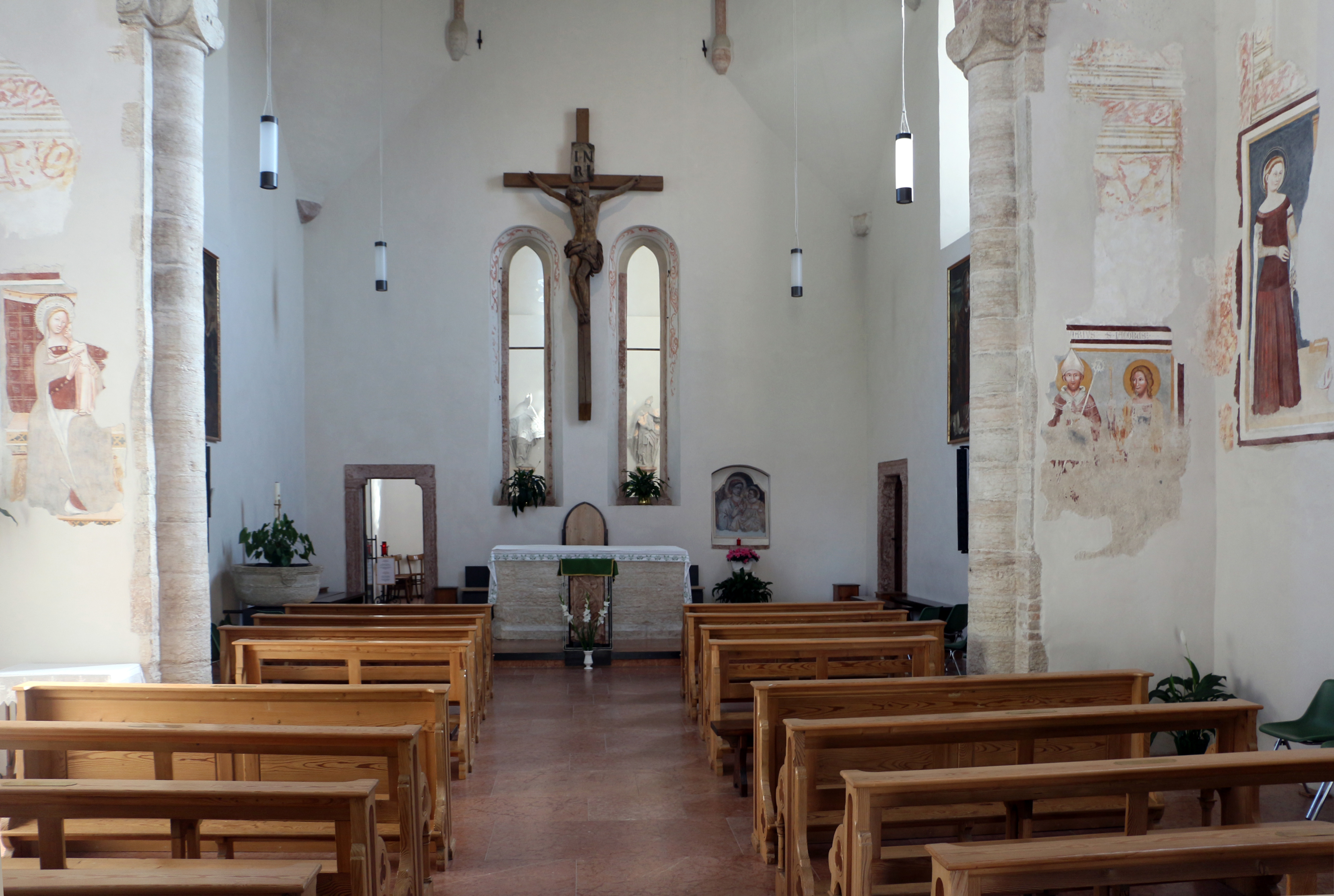
L'interno

Tra il VI e il VII secolo la zona dove attualmente sorge l'edificio di culto comprendeva forse un antico fonte battesimale sito sotto l'attuale presbiterio. Tra il X e l'XI secolo vi fu la prima costruzione di una chiesa romanica e una prima torre campanaria. Nel 1146 questa prima chiesa diviene dei monaci benedettini di San Benedetto, in provincia di Bergamo, che nel 1235 abbandonano l'abbazia di San Benedetto per questa sede costruendo un nuovo monastero. In seguito, e precisamente tra il 1220 e il 1230, alloggiano provvisoriamente alcuni frati francescani inviati a Trento dallo stesso San Francesco.
Tra il 1250 e il 1300 circa venne demolita questa prima chiesa e venne sostituita con quella odierna con tale altezza che risponde allo stile architettonico dei Cistercensi, portato nella diocesi di Trento dal vescovo benedettino Enrico di Metz. Negli anni successivi venne abbellito l'interno della chiesa con opere di Nicolò da Padova e altri artisti.
Nel 1420 la presenza a Trento dei monaci benedettini va scemando e quindi l'abbazia passa alle proprietà della diocesi, divenendo una prepositura dove il preposta veniva scelto inizialmente dall'imperatore e successivamente dal vescovo o dai Conti del Tirolo.
Nel 1517, l'imperatore Massimiliano I, ordinò al preposto Wolfgang von Zulnhart di effettuare due tavole una raffigurante Sant'Apollinare e l'altra il "Cristo alla Colonna". Nel corso del XVII secolo la prepositura si trasferì presso il convento di Santa Margherita che prende oggi il nome di "Via della Prepositura".
Per evitare le continue esondazioni del fiume Adige, nel 1760, il preposto Bartolomeo Passi, originario di Pressano, decise di alzare il livello interno della chiesa di 1,7 metri e fece costruire una nuova sagrestia, allo spostamento di due altari in stile barocco presso la prima campata, ove sopra uno alloggia l'affresco della "Madonna di Piedicastello". Il preposito Zambelli volle realizzare nel 1859 un'abside su due piani e in tale nuova edificazione si ritrovarono i resti della precedente storia romanica dell'edificio. In tale situazione venne costruito il rosone. La nuova sacrestia venne a forma di abside poligonale in stile romanico lungo il lato nord-est della prepositura, ed era in comunicazione mediante due porte poste dentro la parete absidale.
Solamente nel 1962 la chiesa divenne a tutti gli effetti una parrocchia.
Tra il 2006 e il 2011 vi fu un ultimo intervento per indagare lo stato archeologico sia all'interno sia all'esterno della chiesa.
La chiesa di Piedicastello conserva una tra le testimonianze più interessanti dell’antica cultura romana a Tridentum, l'antica Trento. Si tratta della
lapide più significativa e che rappresenta la più antica presenza di Roma nell'area trentina: quella di Marco Appuleio, legato di Cesare Augusto. L'inserto lapideo, un'imponente lastra di calcare rosato. risalente circa al 23 a.C., si trova murato su una lesena esterna della parete meridionale, sul fianco che dà verso la strada.  L'epigrafe è fondamentale per la storia della romanizzazione dell'antica Tridentum perché grazie alla datazione insita nei titoli dell'imperatore, si può risalire agli anni in cui Trento diventò colonia romana.
L'epigrafe così recita: Imp(erator) Caesar Divi F(ilius)/ Augustus co(n)su(l) XI/ trib(unicia) potestate, dedit/ M. Appuleius Sex(ti) f(ilius) leg(atus)  /iussu eius fac(iundum) curavit
La traduzione dal latino è questa : «L’imperatore Cesare Augusto figlio del divino Giulio Cesare, console per l’undicesima volta, insignito della potestà tribunicia, diede (ordinò: che si realizzasse quest’opera). Marco Appuleio, figlio di Sesto, suo legato, la fece eseguire».
La lapide è posta a ricordo di un'iniziativa, portata a termine da Marco Appuleio, ma promossa e ordinata dallo stesso imperatore nell'anno del suo undicesimo consolato;  non si conosce quale fosse tale opera, forse la donazione finanziata dallo stesso imperatore di un edificio di pubblica utilità o un'opera di carattere difensivo.
Un'altra lapide era collocata sulle mura della chiesa, ora è conservata all'interno del Museo del Castello del Buonconsiglio: la scritta recita:
«A Gaio Valerio Mariano, figlio di Gaio, della tribù Papiria, che a Trento rivestì tutte le maggiori cariche pubbliche, sacerdote addetto al culto di Roma e dell’Imperatore, prefetto quinquennale, augure, nominato responsabile dei rifornimenti della terza legione Italica, membro del collegio sacerdotale per la celebrazione dei riti di Tuscolo, selezionato come giurato, assistente dei tribuni della plebe, decurione di Brescia, commissario governativo presso la comunità civica di Mantova, promosso al cavalierato, ufficiale del genio militare, patrono della colonia, per decisione ufficiale [questa statua è stata eretta]».
Il cittadino che si era distinto per meriti particolari e al quale la cittadinanza dedicò una statua e l’epigrafe fu Caio (o Gaio) Valerio Mariano.

## Galleria d'immagini

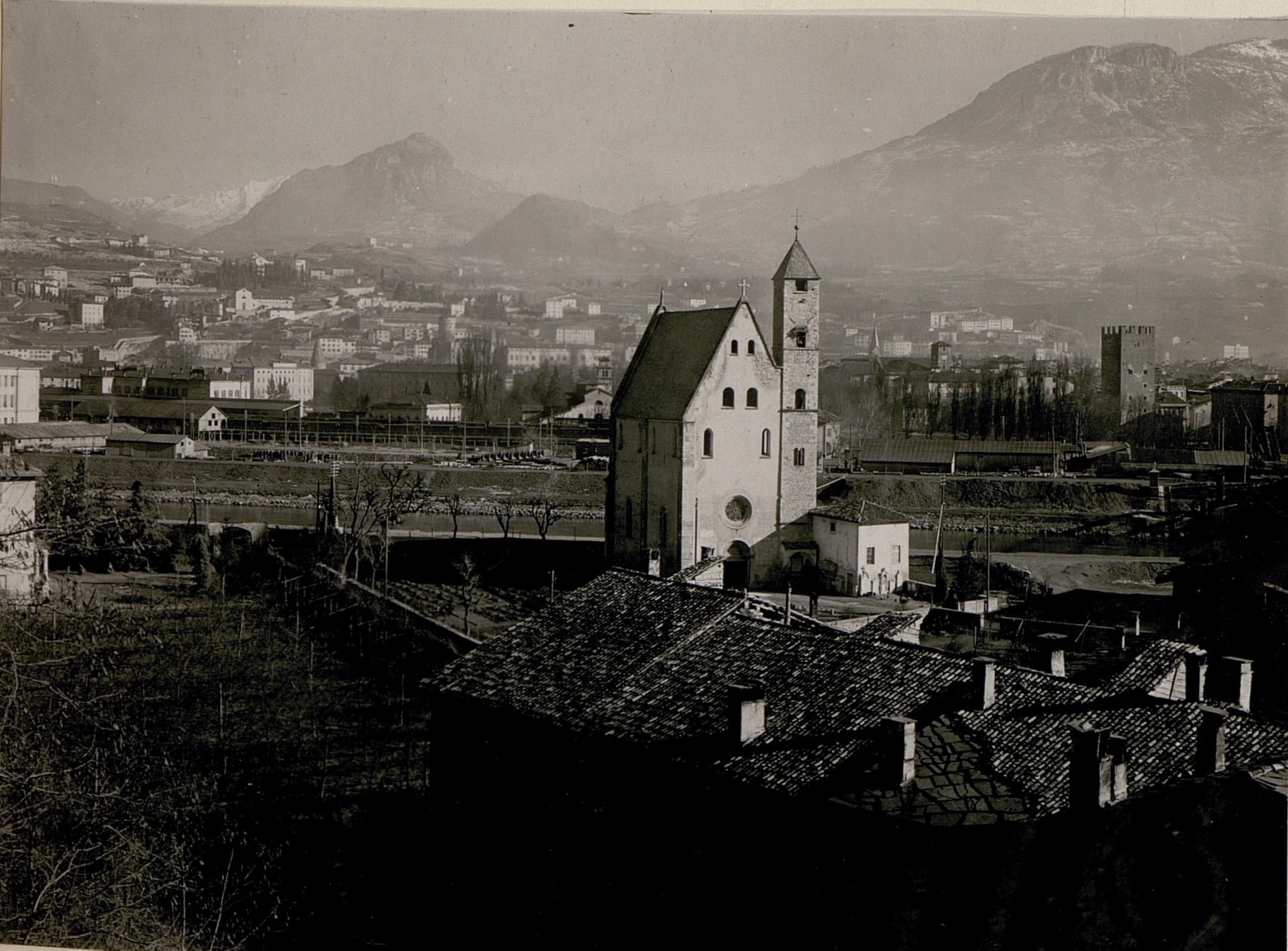
Vista di Piedicastello nel 1918
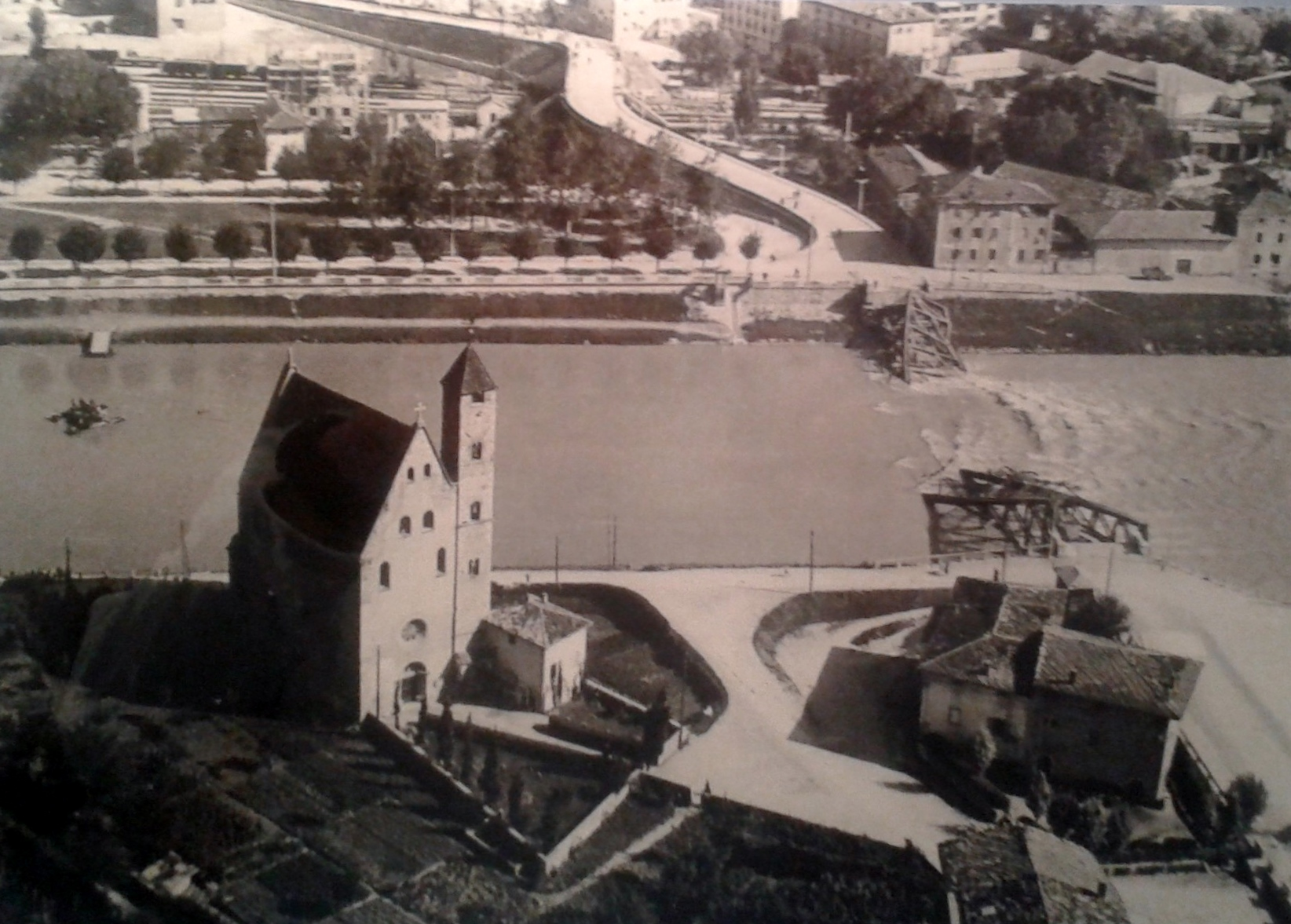
Nel 1943 con il ponte San Lorenzo distrutto
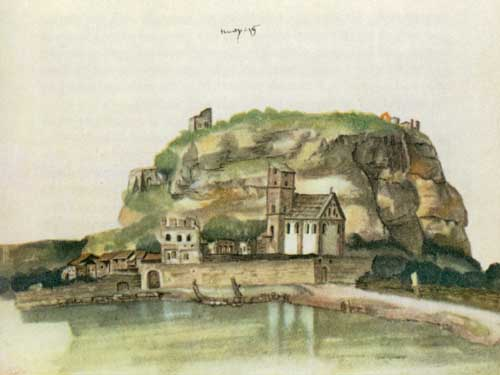
La chiesa di Sant'Apollinare raffigurata in un acquerello di Albrecht Dürer (1495)
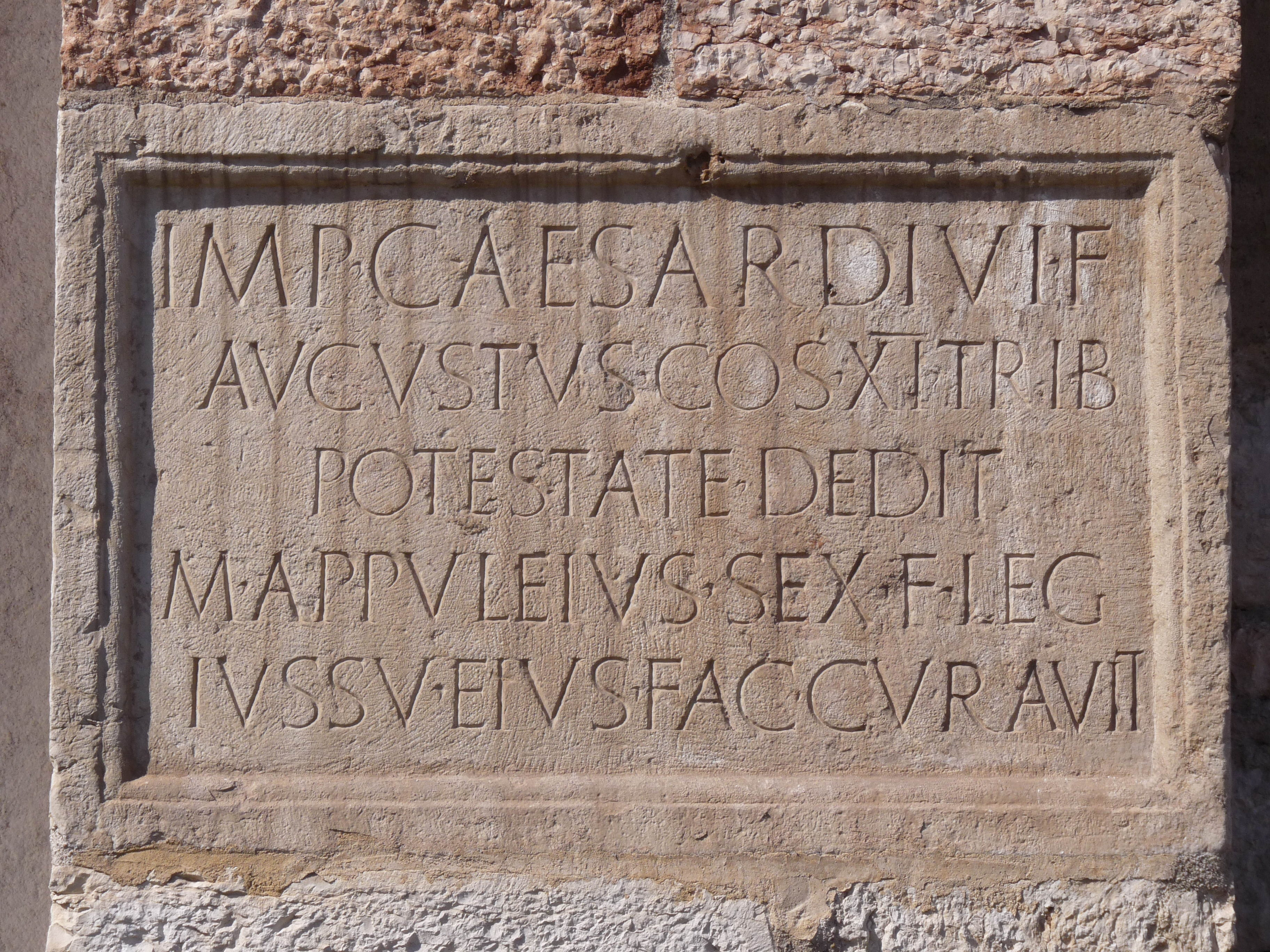
Lapide di Marco Apuleio